# Roel Vanderstukken
Roel Vanderstukken (Kapellen, 2 december 1976) is een Vlaams acteur en zanger.
Bij het grote publiek is Vanderstukken vooral bekend geworden door zijn rol als Jelle Demeester in de soap Wittekerke. Na zijn vertrek kon hij zich al snel voegen bij de vaste cast van de populaire één-reeks Flikken en vertolkte drie seizoenen de rol van Michiel Dewaele. Zijn hoofdrol in de telenovelle LouisLouise sloot naadloos aan op de laatste opnames van Flikken. Twee jaar later kreeg hij de rol van dokter Lukas Vervloet in de telenovelle Ella aangeboden. Sinds 2012 speelt hij als Benny Coppens een hoofdrol in de soap Familie. In het najaar van 2017 moest hij noodgedwongen de rol on hold zetten omdat hij een zware hartoperatie moest ondergaan. Een klein jaar later hervatte hij de opnames.
Halverwege 2006 nam hij deel aan het eerste seizoen van Steracteur Sterartiest. Hij haalde de finale en werd uiteindelijk tweede, na Stan Van Samang. Begin 2009 kwam pas zijn eerste album uit, De Smaak van Water. Een jaar later kwam zijn tweede album Leven in mijn Leven uit.
Vanderstukken is sinds 2010 getrouwd met Ann-Sofie Balsing, die hij leerde kennen tijdens zijn deelname aan Sterren op de Dansvloer. Samen hebben zij twee zonen.
Roel zet zich als ambassadeur in voor verschillende goede doelen: Honk vzw, Mediclowns en het Healthy Heart Fund.
Sinds de vernieuwing van VTM is Roel de vaste huisstem van de tv-zender.

## Film
- Trolls World Tour (2020), Hickory (nasynchronisatie Vlaamse versie)
- Bigfoot Family (2020), Bigfoot/Dr. Harrison (nasynchronisatie Vlaamse versie)
- The Grinch (2018), Bricklebaum (nasynchronisatie Vlaamse versie)
- Bigfoot Junior (2017), Bigfoot/Dr. Harrison (nasynchronisatie Vlaamse versie)
- Verborgen Verlangen (2017), Vincent Van Brakel
- Kung Fu Panda 3 (2016), Po (nasynchronisatie Vlaamse versie)
- Dummie de Mummie (film) (2014), (nasynchronisatie Vlaamse versie)
- Planes (2013), Ned (nasynchronisatie Vlaamse versie)
- Kung Fu Panda 2 (2011), Po (nasynchronisatie Vlaamse versie)
- De Prinses en de Kikker (2009), Louis (nasynchronisatie Vlaamse versie)
- Kung Fu Panda (2008), Po (nasynchronisatie Vlaamse versie)
- Bee Movie (2007),(nasynchronisatie Vlaamse versie)
- Enchanted (2007), Robert (nasynchronisatie Vlaamse versie)
- K3 en de Kattenprins (2007), Kattenprins

## Televisie

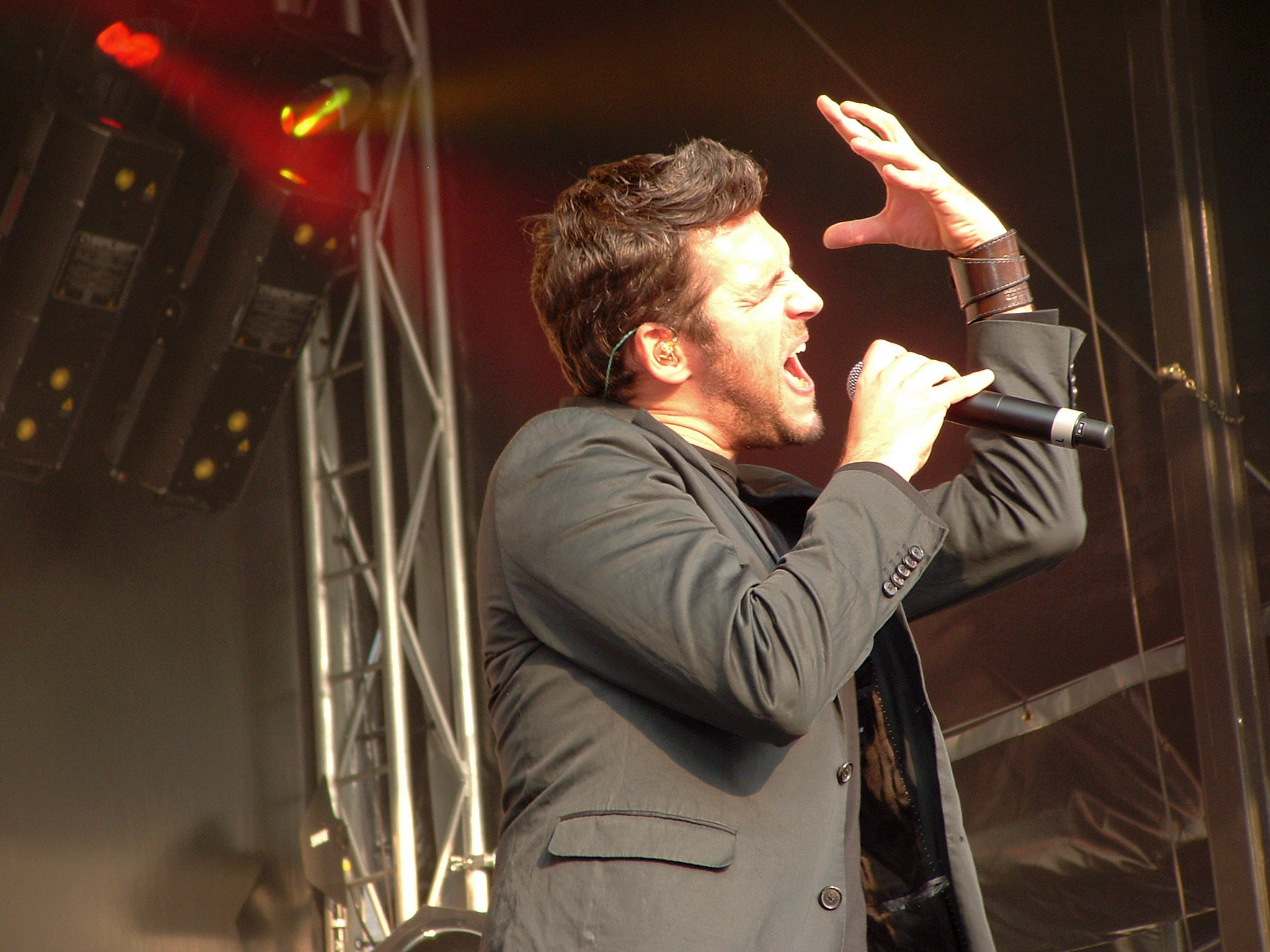
Roel Vanderstukken tijdens een optreden op Flikkendag 2008

| Hoofdrollen                |                  |                                  |                       |        |
| Programma                  | Genre            | Personage                        | Tijd                  | Zender |
| Beau Séjour                | drama            | Bart Blom                        | 2017                  | één    |
| Familie                    | soap             | Benny Coppens                    | 2012-2017, 2018-heden | VTM    |
| Ella                       | telenovelle      | Lukas Vervloet                   | 2010-2011             | VTM    |
| LouisLouise                | telenovelle      | Thomas Lesaffer                  | 2008-2009             | VTM    |
| Flikken                    | politieserie     | Michiel Dewaele                  | 2007-2009             | één    |
| Wittekerke                 | soapserie        | Jelle Demeester                  | 2000-2005             | VTM    |
| Gastrollen                 |                  |                                  |                       |        |
| Programma                  | Genre            | Personage                        | Tijd                  | Zender |
| Auwch                      | komisch          | Roel Vanderstukken               | 2017                  | VIER   |
| Vlaamse Streken            |                  | Stadsarbeider/ Leraar/ Bodyguard | 2015                  | VTM    |
| Spitsbroers                | drama            | Jeroen Verbeeck                  | 2015                  | VTM    |
| Binnenstebuiten            | drama            | Thierry Bastiaens                | 2013                  | VTM    |
| Crimi Clowns               | misdaadserie     | Politieman                       | 2012                  | 2BE    |
| Rox                        | kinderserie      | Lars Trigger                     | 2011                  | Ketnet |
| Zone Stad                  | politieserie     | Peter Bruylands                  | 2010                  | VTM    |
| Goeie vrijdag              |                  | Prins Roel                       | 2010                  | één    |
| Witse                      | politieserie     | Kris                             | 2006-2007             | één    |
| Kinderen van Dewindt       | serie            | Jarek                            | 2005                  | één    |
| Spoed                      | ziekenhuisserie  | Verpleger                        | 2000                  | VTM    |
| Non-fictie                 |                  |                                  |                       |        |
| Programma                  | Genre            | Rol                              | Tijd                  | Zender |
| VTM                        |                  | Zichzelf (voice-over)            | 2020-heden            | VTM    |
| Groeten uit...             |                  | Zichzelf                         | 2020                  | VTM    |
| 30 jaar VTM                | show             | Zichzelf                         | 2019                  | VTM    |
| Gert Late Night            | praatprogramma   | Gast                             | 2017                  | VIER   |
| Lang Leve...               | komisch          | Zichzelf                         | 2014                  | VTM    |
| Het sterke geslacht        | spelprogramma    | Deelnemer                        | 2010                  | VTM    |
| Zot van Vlaanderen         | spelprogramma    | Deelnemer                        | 2010                  | VTM    |
| Vlaanderen Muziekland      | muziekshow       | Zanger                           | 2010                  | éen    |
| Masterchef                 | kookwedstrijd    | Deelnemer                        | 2010                  | VTM    |
| Goeie vrijdag              | talkshow         | Gast                             | 2010                  | één    |
| De klas van Frieda         | quiz             | Deelnemer                        | 2010                  | Eén    |
| TMF Awards 2008            | award-uitreiking | Uitreiker                        | 2008                  | TMF    |
| Zo is er maar één          | muziekshow       | Zanger                           | 2008                  | één    |
| Sterren Op De Dansvloer    | danswedstrijd    | Deelnemer                        | 2008                  | VTM    |
| Fata Morgana               | wedstrijd        | Uitdager                         | 2007                  | één    |
| Zo is er maar één          | muziekshow       | Zanger                           | 2007                  | één    |
| De Slimste Mens ter Wereld | quiz             | Deelnemer                        | 2006-2007             | één    |
| De show van het jaar       | muziekshow       | Zanger                           | 2006                  | één    |
| Steracteur Sterartiest     | zangwedstrijd    | Deelnemer                        | 2006                  | één    |
| Debby & Nancy Laid Knight  | talkshow         | Gast                             | 2001                  | VTM    |

## Theater
KOPERGIETERY
- Niets, is alles wat hij zei / Niets (2003-2004 t/m 2006-2007)

Ontroerend Goed vzw
- Soap (2006-2007, i.s.m. Vooruit)
  - Afl. 1: Point of no return
  - Afl. 2: Chineesje Pats
  - Afl. 3: Op televisie
  - Afl. 4: Rode rum
  - Afl. 5: Origami
- Cinékaraoke (2005-2006)
- Karaoketheater (2004-2005)

Raamtheater
- Proof (2005-2006)
- The shape of things (2004-2005, 2005-2006)

Loge 10
- Moord op de Nijl  (2012)
- Charlie Chaplin (2017)

## Muziek

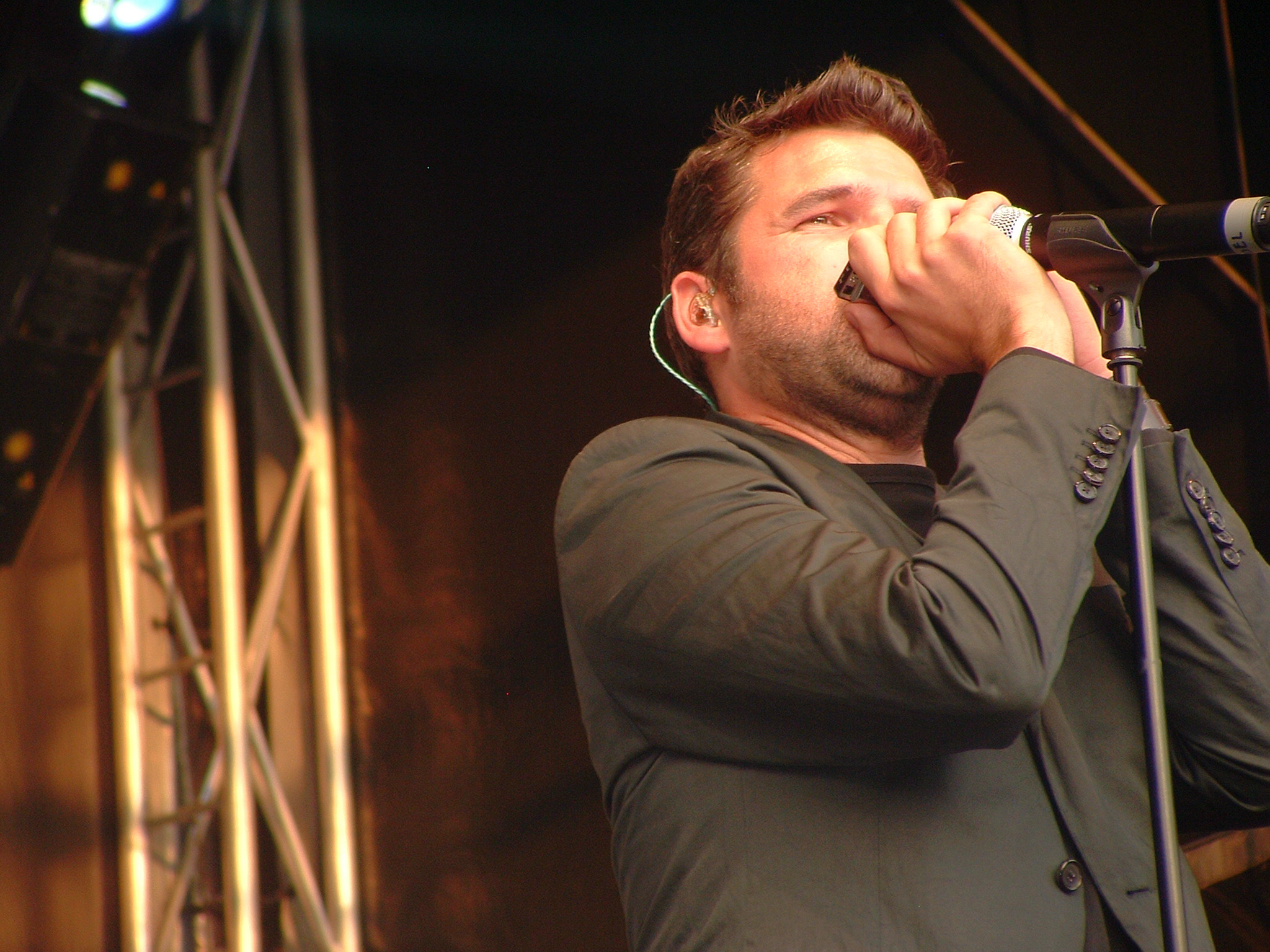
Vanderstukken speelt op zijn mondharmonica tijdens een optreden op Flikkendag 2008.

In 2006 was Vanderstukken een van de deelnemers van Steracteur Sterartiest. Hoewel hij enkele keren bijna uit de wedstrijd lag, zong hij uiteindelijk de finale met collega-acteur en goede vriend Stan Van Samang. Vanderstukken werd tweede.
Na afloop van Steracteur Sterartiest bleef het op muzikaal vlak redelijk stil rond Vanderstukken. Hij lanceerde verspreid over drie jaar evenveel singles, voordat in 2009 het album De Smaak van Water wordt uitgebracht. Zijn eerste single, De Tijd Staat Stil, staat niet op dit album.

## Discografie

### Albums
| Album met hitnotering(en) in de Vlaamse Ultratop 200 albums | Datum van verschijnen | Datum van binnenkomst | Hoogste positie | Aantal weken | Opmerkingen |
| ----------------------------------------------------------- | --------------------- | --------------------- | --------------- | ------------ | ----------- |
| De smaak van water                                          | 11-05-2009            | -                     |                 |              |             |
| Leven in mijn leven                                         | 03-05-2010            | -                     |                 |              |             |

### Singles
| Single met hitnotering(en) in de Vlaamse Ultratop 50 | Datum van verschijnen | Datum van binnenkomst | Hoogste positie | Aantal weken | Opmerkingen                 |
| ---------------------------------------------------- | --------------------- | --------------------- | --------------- | ------------ | --------------------------- |
| I'm a man                                            | 2007                  | -                     |                 |              | met Regi                    |
| De tijd staat stil                                   | 2007                  | 08-09-2007            | 18              | 6            | Nr. 6 in de Radio 2 Top 30  |
| Het beste                                            | 18-07-2008            | 02-08-2008            | tip21           | -            |                             |
| Hart & ziel                                          | 16-03-2009            | -                     |                 |              |                             |
| Zoek niet langer                                     | 15-06-2009            | -                     |                 |              |                             |
| Samen met de sneeuw                                  | 14-12-2009            | -                     |                 |              |                             |
| Dagen van ons leven                                  | 08-03-2010            | -                     |                 |              | Nr. 14 in de Radio 2 Top 30 |
| De weg                                               | 03-10-2011            | 12-11-2011            | tip85           | -            | met Sarah                   |

## Presentatie
Sinds november 2014 is Vanderstukken ook aan de slag als presentator bij de zender VIJF. Daar presenteert hij De Huisdokter aan de zijde van Michele Van Sebroeck.

## Lokale politiek
Bij de lokale verkiezingen van 2018 kwam hij op voor Groen op de lijst SamenGROEN in Glabbeek. Hij werd er niet verkozen.